# 娜塔莎·聖皮耶
娜塔莎·聖皮耶（Natasha St-Pier，1981年2月10日—）是名加拿大流行歌手及演員。

## 歌唱生涯
娜塔莎·聖皮耶在1996年推出第一張專輯《Émergence》，由史提夫·貝瑞卡（Steve Barakatt）擔任製作人。2000年，年滿18歲的娜塔莎演出音樂劇《鐘樓怪人》倫敦版的 Fleur-de-Lys 角色。
2001年歐洲歌唱大賽，代表法國出賽的娜塔莎以抒情搖滾《Je n'ai que mon âme》拿下第四名。她也推出英文版本，名為《All I Have Is My Soul》。娜塔莎目前已發行五張專輯，曾登上法國專輯及單曲榜冠軍，並打進欧洲百强单曲榜。她不僅在歐洲法語地區成為知名歌手，在波蘭、俄羅斯等國家也有一定知名度。
第六張專輯《同名專輯》在2008年11月發行。

## 音樂作品

### 專輯
- 1996年：《Emergence》

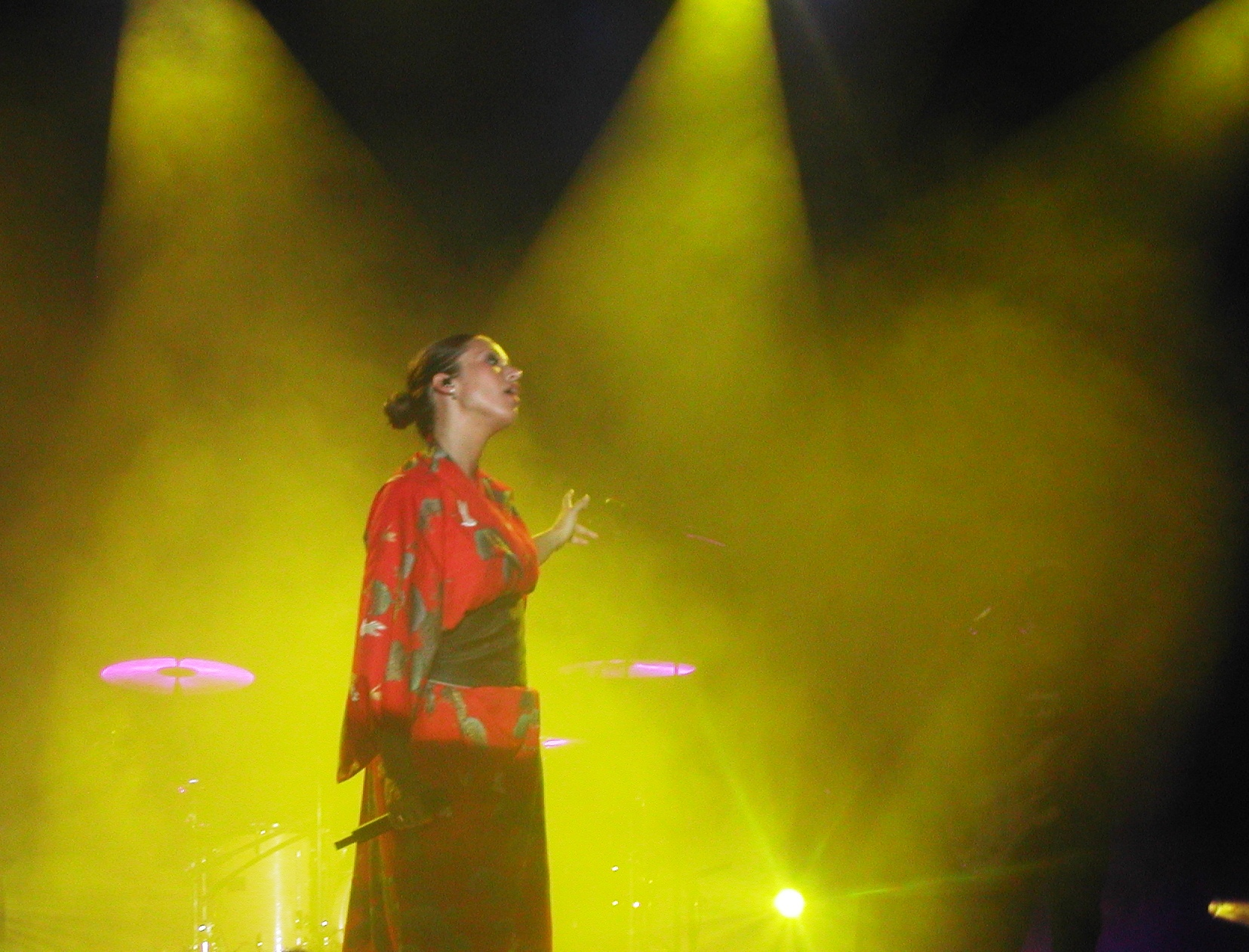
娜塔莎·聖皮耶在演唱《Un ange frappe à ma porte》時都會穿上和服

- 2001年：《À chacun son histoire》
- 2002年：《De l'amour le mieux》
- 2002年：《Encontrarás》（《De l'amour le mieux》西班牙語版）
- 2003年：《L' Instant d'après》
- 2006年：《愛情電波》（Longueur d'ondes）
- 2008年：《同名專輯》（Natasha St Pier）

### 單曲
- 《Je n'ai que mon âme》
- 《Tu m'envoles》
- 《Tu trouveras》
- 《Nos rendez-vous》
- 《Alors on se raccroche》
- 《ant que c'est toi》
- 《Mourir demain》－Duet with Pascal Obispo（英语：Pascal Obispo）
- 《Un ange frappe à ma porte》
- 《Ce silence》
- 《Tant que j'existerai》
- 《Embrasse-Moi》
- 《1-2-3》

## 外部連結
- （法文）官方網站
- 娜塔莎·聖皮耶在互联网电影资料库（IMDb）上的資料（英文）